# Guettarda ocoteifolia
Guettarda ocoteifolia är en måreväxtart som beskrevs av Paul Carpenter Standley. Guettarda ocoteifolia ingår i släktet Guettarda och familjen måreväxter. Inga underarter finns listade i Catalogue of Life.